# 杨行基
杨行基（？—？），唐朝政治人物。隋恭帝楊侑的嗣子。
杨行基本為楊侑的族子，楊侑為李淵所立的隋傀儡皇帝，被迫退位，唐代封酅國公。楊侑無子而薨，由杨行基過繼為養子，袭爵为酅國公，死後兒子杨棻亦襲封。

## 子女
1. 世子杨棻（一作楊柔），字懷順（635年－689年）
2. 楊懷讓

有女性后人嫁朝散大夫登州司马赵巨源。另有楊炯《s:酅國公墓誌銘》。

### 後裔
- 楊造（－820年）[3]
  - 楊造子楊元湊，曾任行左內率府曹參軍，825年嗣爵。[4][5]
- 楊仁矩（－930年），歷任清河縣令、秘書丞，贈官工部郎中。[6][7]
- 楊鄴，曾任大理評事，937年贈官太子中舍。
  - 楊鄴子楊延紹，後名楊延壽（932年至946年在位），歷任詹事府司直、右讚善大夫、太子左諭德、守太僕少卿。因視察受賄，以失職罪消除公爵並流放威州。[8][9][10][11]